# Джі Ай Джо: Атака Кобри
Джі Ай Джо: Атака Кобри (англ. G.I. Joe: The Rise of Cobra) — американський фантастичний бойовик 2009 року режисера Стівена Соммерса. Сюжет фільму заснований на серії коміксів «G.I. Joe», які видаються з 1967 року. Сценарій фільму написав Стюарт Бітті. Продюсер фільму — Лоренцо ді Бонавентура. Створення фільму розпочалося у лютому 2008 року і відбувалося головним чином у Дауні (Каліфорнія) та на празькій студії «Barrandov Studios». У світовому прокаті фільм вийшов 5 серпня. Слоган фільму — «Коли решта здається, вони йдуть до кінця». У 2013 році на екрани вийшло продовження фільму «Джі Ай Джо: Атака Кобри 2».

## Сюжет
В недалекому майбутньому найбільший торговець зброєю Джеймс МакКаллен займається розробкою і створенням нової надпотужної нанотехнологічної зброї, яка здатна знищити великі міста. Після завершення роботи Джеймс продає НАТО чотири боєголовки, доставити які доручають спеціальному загону військових солдат під керівництвом Дюка і Ріпкорда. В ході операції спецпризначенці потрапляють в засідку, організовану злочинною організацією «Кобра», якою керує колишня наречена Дюка — Баронеса.
Практично вся команда знищена, вижити вдалося лише Дюку і Ріпкорду. Підоспіла команда GI Joe допомагає супроводити цінний вантаж до місця призначення, у Єгипет, де воїни знайомляться з лідером команди GI Joe, генералом Клейтоном Ебернейті. Керівництво урядової організації вирішує, що минулий зв'язок Дюка і Баронеси, може бути хорошим приводом, щоб перемогти «Кобру».

## У ролях
| Актор                    | Роль                                                                   |
| ------------------------ | ---------------------------------------------------------------------- |
| Ченнінг Тейтум           | Дюк (солдат, головний герой)                                           |
| Марлон Веянс             | Ріпкорд (пілот, головний герой)                                        |
| Адевале Акінуойє-Агбадже | Heavy Duty (експерт з боєприпасів команди Джо)                         |
| Денніс Квейд             | генерал Клейтон Ебернейті/Яструб (командир команди Джо)                |
| Рейчел Ніколс            | Шейна О'Хара/Скарлет (експерт з розвідки команди Джо)                  |
| Рей Парк                 | Очі Змії (ніндзя у команді Джо)                                        |
| Лео Говард               | Очі Змії (в юності)                                                    |
| Саїд Тагмауї             | Абель Шаз / Вимикач (хакер команди Джо)                                |
| Кароліна Куркова         | Кортні Крігер/Красуня (помічниця генерала Ебернейті)                   |
| Брендан Фрейзер          | сержант Джеффрі Стоун IV / Камінь                                      |
| Джозеф Гордон-Левітт     | Рекс Льюїс (командир Кобри)                                            |
| Крістофер Екклстон       | Лейрд Джеймс МакКаллен XXIV / Дестро (виробник зброї і засновник MARS) |
| Сієна Міллер             | Ана / Баронеса (сестра Рекса Льюїса)                                   |
| Лі Бьон-Хон              | Сторм Шедоу (ніндзя у команді Кобра)                                   |
| Брендон Су Ху            | Сторм Шедоу (в юності)                                                 |
| Арнольд Вослу            | Зартан (експерт Дестро)                                                |
| Кевін О'Коннор           | доктор Міндбендер (учений на службі у Маккалена)                       |
| Джонатан Прайс           | президент США                                                          |
| Джеральд Окамура         | The Hard Master (учитель Очей Змії та Сторма Шадоу)                    |